# Juha Tiainen
Juha Pekka Antero Tiainen (ur. 5 grudnia 1955 w Uukuniemi, zm. 28 kwietnia 2003 w Lappeenranta) – fiński lekkoatleta, specjalista rzutu młotem, mistrz olimpijski.
Swój największy sukces odniósł na igrzyskach olimpijskich w 1984 w Los Angeles, kiedy pod nieobecność zawodników z państw socjalistycznych, które zbojkotowały igrzyska, zwyciężył wynikiem 78,08 m, pokonując swego najgroźniejszego rywala Karla-Hansa Riehma z RFN.
W innych wielkich zawodach nie zdobywał medali. Na igrzyskach olimpijskich w 1980 w Moskwie zajął 10. miejsce, a na mistrzostwach Europy w 1982 w Atenach 12. miejsce. Na mistrzostwach świata w 1983 w Helsinkach był dziewiąty. Odpadał w eliminacjach mistrzostw Europy w 1986 w Stuttgarcie, mistrzostw świata w 1987 w Rzymie i igrzysk olimpijskich w 1988 w Seulu. Na mistrzostwach Europy w 1990 w Splicie zajął 9. miejsce.
Był mistrzem Finlandii w 1977, 1979, 1981, 1984, 1987 i 1990. Swój rekord życiowy – 81,52 m osiągnął w 1984 w Tampere.